# (32800) 1990 QC19
1990 QC19 (asteroide 32800) é um asteroide da cintura principal. Possui uma excentricidade de 0.06998650 e uma inclinação de 22.00386º.
Este asteroide foi descoberto no dia 17 de agosto de 1990 por Perry Rose em Palomar.